# Parotoplana pacifica
Parotoplana pacifica är en plattmaskart som beskrevs av Ax 1967. Parotoplana pacifica ingår i släktet Parotoplana och familjen Otoplanidae. Inga underarter finns listade i Catalogue of Life.